# Gunaika Pérvaya
Gunaika Pérvaya (del ruso: Гунайка Первая) es un seló del raión de Tuapsé del krai de Krasnodar, en el sur de Rusia. Está situado en las estribaciones del Cáucaso Occidental, a orillas del río Gunaika, afluente por la derecha del curso alto del río Pshish, 33 km al nordeste de Tuapsé y 86 km al sur de Krasnodar, la capital del krai. Tenía 16 habitantes en 1999.
Pertenece al municipio Oktiábrskoye.

## Historia
En un plano militar de 1905 en el emplazamiento del seló actual aparece un jútor anónimo. El 26 de enero de 1923 aparece registrada la localidad con su nombre actual como parte del volost de Jadyzhensk del otdel de Maikop del óblast de Kubán-Mar Negro. El 1 de enero de 1987 contaba con 25 habitantes.